# Robert I. Frost
Robert I. Frost (ur. 1960) – brytyjski historyk. Profesor University of Aberdeen. Specjalizuje się w dziejach północnej i wschodniej Europy od XIV do XIX wieku, ze szczególnym uwzględnieniem historii Rzeczypospolitej Obojga Narodów oraz historii wojskowości.

## Życiorys
Dorastał w Edynburgu. Studiował na Uniwersytecie w St Andrews (MA w 1980) i Uniwersytecie Jagiellońskim. Doktorat uzyskał na UCL School of Slavonic and East European Studies pod kierunkiem Normana Daviesa.
Od 1987 roku pracował na King’s College w Londynie. W latach 2004–2009 kierował na Uniwersytecie Aberdeen wydziałem Early Modern History.

## Publikacje
- After the deluge: Poland-Lithuania and the Second Northern War 1655–1660. Cambridge – New York: Cambridge University Press, 1993. Brak numerów stron w książce
- The Northern Wars, War, State and Society in Northeastern Europe, 1558–1721. 2000. Brak numerów stron w książce
- (redaktor z Anne Goldgar), Institutional Culture in Early Modern Society, 2004
- The Oxford History of Poland-Lithuania: The Making of the Polish-Lithuanian Union, 1385–1569. T. 1. 2015. ISBN 978-0-19-820869-3.
  - Oksfordzka historia unii polsko-litewskiej: Powstanie i rozwój 1385–1569. T. 1. Rebis, 2018. ISBN 978-0-19-820869-3. Brak numerów stron w książce

## Odznaczenia
- Krzyż Kawalerski Orderu „Za Zasługi dla Litwy” (2020)[3]
- Krzyż Kawalerski Orderu Zasługi Rzeczypospolitej Polskiej (2021)[3]